# Le Cinquième

Le Cinquième est un hameau de l'Est du Québec situé sur la péninsule gaspésienne dans la région du Bas-Saint-Laurent faisant partie du secteur Saint-Luc-de-Matane de la ville de Matane dans la municipalité régionale de comté de Matane au Canada.

### Source en ligne
- Commission de toponymie du Québec